# Henry Wynkoop
Henry Wynkoop, född 2 mars 1737 i Bucks County, Pennsylvania, död där 25 mars 1816, var en amerikansk politiker och domare i Bucks County, Pennsylvania.
Han var delegat från Pennsylvania till kontinentala kongressen 1779-1782 och ledamot av USA:s representanthus 1789-1791.
Hans grav finns på Low Dutch Reformed Church Graveyard i Richboro.